# Max Ballin
Max Adolph Ballin (født 12. juni 1865 i Hamborg, død 12. april 1921 på Frederiksberg) var en dansk erhvervsleder og garveriejer. Han er i dag primært kendt for at have været en nøgleperson i spekulationerne omkring Landmandsbanken.
Ballin var adopteret af Jacob Ballin, uddannet cand.phil., fra 1891 medlem af bestyrelsen og adm. direktør for A/S M.I. Ballins Sønner, formand for Foreningen af Arbejdsgivere i Læderfabrikationen; medlem af hovedbestyrelsen for Dansk Arbejdsgiver- og Mesterforening og fra 1909 af Repræsentantskabet i Industriforeningen (fra 1910 Industrirådet), desuden revisor i Studentersamfundet.
Max Ballin tilhørte den kreds af spekulanter, der samledes om Landmandsbanken og vekselererfirmaet I.M. Levin & Co. Han var en ledende kraft i dannelsen af Ballin & Hertz, der blev etableret 1918 for at holde aktiekursen kunstigt højt oppe. Med samme formål var De forenede Skotøjsfabrikker etableret i 1916.
Ballin blev udfordret af Den overordentlige Kommission af 8. august 1914, hvorfra særligt professor Lauritz Vilhelm Birck havde voldsomme sammenstød med Ballin. En enkelt gang blev konflikten mellem professoren og spekulanten næsten korporlig, og følgende ordveksling fandt sted i kommissionen den 6. august 1918. For kommissionen mødte formanden, overformynder M.P. Friis, professor Birck og Herman Heilbuth; for Industrirådet Benny Dessau, Max Ballin og C.F. Jarl. Max Ballin citerede Bircks udsagn til Aalborg Stiftstidende: At Ballin var en hjerteløs spekulant, at Ballins medarbejder, Rothenberg, var en hamborgerjøde, at Ballin og Rothenberg stod bag lyssky aktiviteter og smuglerier.
- Max Ballin: "Jeg tillægger mig samme Samfundsfølelse, som De, Professor Birck, tillægger Dem selv. Naar jeg skal give Oplysninger, maa jeg kræve at blive troet paa mit Ord".
- L.V. Birck: "Det sagde Alberti ogsaa".
- Max Ballin: "Efter den Udtalelse kan Industriraadets Medlemmer ikke forhandle videre her".
- L.V. Birck: "Jeg opfordrer Dem til at anlægge Sag mod mig for mine Artikler".
- Max Ballin: "Professor Birck er en ringe Mand".
- L.V. Birck: "Pas paa, Jøde, du kan faa et par Lussinger".
- Bent Dessau: "Efter det passerede kan Industriraadet ikke fortsætte Forhandlingerne".
- C.F. Jarl: "Jeg er enig med Ballin. Forhandling med Professor Birck er umulig. Ved nye Forhandlinger maa vi kræve, at Birck ikke er med".[1]

En dybtgående undersøgelse blev foretaget af Ballin-koncernens forhold, og det blev bl.a. dokumenteret, at Max Ballin og hans meddirektør Hugo Rothenberg til stadighed i stort omfang havde spekuleret i deres eget selskabs aktier, foruden at de havde været deltagere i en mængde andre spekulationer, resulterende i tab på 6 mio. kr. i vekselererfirmaet I.M. Levin og Co., hvorfra tabet havnede i Landmandsbanken. Birck havde således ret i sin pågående kritik, men afslørede samtidig en antisemitisme i sit eget sindelag.
Max Ballin døde for egen hånd i april 1921 efter en kæmpemæssig mislykket spekulation i chevreauskind, der bragte kursen på Landsmandsbankens aktier til at vakle. Ballin er begravet på Mosaisk Vestre Begravelsesplads.
Han blev Ridder af Dannebrog 1912, Dannebrogsmand 1918 og Kommandør af 2. grad 1920. Han er gengivet på et posthumt maleri af Julius Paulsen, ophængt i Industrifagenes lokaler, tilhørende Foreningen af danske Læderfabrikanter. Der findes en mindetavle i Teknologisk Institut.
Han var gift med Franziska Frederikke B., f. 20. september 1864 i Hamborg.